# Při požáru otevřít!!!
Při požáru otevřít!!! je split album brněnských hudebních skupin Morčata na útěku a YBCA, které vyšlo v roce 2007.

## Obsazení
Fotograf – Big Boss (Moudrý Stařešina Kmene Happanataalattu)
Morčata na útěku:
Baskytara- Ketchup
Bicí – Lord Hmyzual
Kytara – Mikesh
Vokály – Yetty
Nahráno u Žraloka, únor 2007 s Petrem a Pavlem.

## Seznam skladeb
| Při požáru otevřít (Morčata na útěku) | Při požáru otevřít (Morčata na útěku)                                                                    | Při požáru otevřít (Morčata na útěku) |
| Pořadí                                | Název | Délka                                 |
| ------------------------------------- | --- | ------------------------------------- |
| 1.                                    | Veronika (Škwor - Amerika)                                                                               |                                       |
| 2.                                    | Máme Bachory (Venom - Countess Bathory)                                                                  |                                       |
| 3.                                    | Tak Mi Ho Teda Winday (Wanastovi Vjecy - Tak Mi To Teda Nandey)                                          |                                       |
| 4.                                    | Diskoušci (Harlej - Černoušci)                                                                           |                                       |
| 5.                                    | Sbírka Olešnických Sexuálních Praktik (Alkehol, Falco, Olympic (2), Survivor, Zdeněk Barták ml.*, Tatu*) |                                       |
| Celková délka:                        | Celková délka:                                                                                           | 17:51                                 |

| Při požáru otevřít! (YBCA) | Při požáru otevřít! (YBCA)                     | Při požáru otevřít! (YBCA) |
| Pořadí                     | Název                                          | Délka                      |
| -------------------------- | ---------------------------------------------- | -------------------------- |
| 1.                         | Intro                                          |                            |
| 2.                         | Zlé Časy                                       |                            |
| 3.                         | Statistika (Jaroslav Uhlíř - Statistika)       |                            |
| 4.                         | Slavíci (Waldemar Matuška - Slavíci z Madridu) |                            |
| 5.                         | Öl Maj Lavink                                  |                            |
| 6.                         | Královské Regé (Jan Čenský - Královské reggae) |                            |
| Celková délka:             | Celková délka:                                 | 14:46                      |

| Až při požáru, pičo!!! (Morčata na útěku, YBCA) | Až při požáru, pičo!!! (Morčata na útěku, YBCA)     | Až při požáru, pičo!!! (Morčata na útěku, YBCA) |
| Pořadí                                          | Název                                               | Délka                                           |
| ----------------------------------------------- | --------------------------------------------------- | ----------------------------------------------- |
| 1.                                              | Budliky, Budliky (Weather Girls - It's Raining Man) |                                                 |
| 2.                                              | Mal's Ma Vôbec Rád (Ewa Farna - Měl's Mě Vůbec Rád) |                                                 |
| Celková délka:                                  | Celková délka:                                      | 7:27                                            |